# 澤巴拉
澤巴拉（法語：Zébala），是馬里的城鎮，位於該國西南部，由錫卡索區的庫蒂亞拉省負責管轄，面積312平方公里，海拔高度371米，2009年人口17,278，人口密度每平方公里55人。